# Одеський перший український робітничо-селянський театр
Оде́ський пе́рший украї́нський робітни́чо-селя́нський теа́тр і́мені І. Франка́ — український театр, що діяв в Одесі 1924—1925 років.

## Загальні відомості
Театр був заснований у серпні 1924 року. Керівник — Євген Коханенко, режисери — Григорій Воловик, Леонід Предславич, Олексій Ходимчук.
До складу театру увійшли актори з Харківського українського драматичного театру ім. І. Франка: Поліна Нятко, Поліна Самійленко, Ганна Мещерська, Кость Блакитний, Михайло Донець, Климентина Коханова, Ю. Красноярський, Ф. Федорович; актори одеських театрів — Лідія Мацієвська, Софія Мануйлович, Олекса Панасевич-Ремез, О. Романенко, В. Маленятко, І. Селюк, В. Селюкова; актори театру «Березіль» — Федір Радчук, Любов Комарецька, М. Домашенко; Доміан Козачковський (з Полтавського українського драматичного товариства).
Театр гастролював містами і селами Одеської і Херсонської областей (Херсон, Очаків, Олешки, Гола Пристань, Британи (нині — Дніпряни), Берислав та ін.). Тільки за перший місяць гастролів на Одещині театр показав 22 вистави, на яких були присутні більше 10 тис. глядачів.
«Їздить другий місяць Одещиною, — писали про театр в одному з номерів „Деревенского театра“. — Виступає по школах. Возить із собою костюми, декорації, невеликий оркестр. Перед початком вистав читають лекції про завдання театру. В репертуарі — вистави „97“, „Гайдамаки“, „Овеча криниця“ та інші. Усього — понад 20». «Актори спершу пересувалися десятьма підводами. Згодом їм надали спеціально обладнаний пароплав, який курсував за маршрутом Одеса-Каховка-Херсон-Миколаїв-Очаків. За перегляд вистави правили гривеник — 10 коп.»
У жовтні 1925 театр припинив роботу у зв'язку зі створенням Одеського українського музично-драматичного театру імені Жовтневої революції, до складу якої перейшла значна кількість акторів театру.

## Репертуар
- «Гайдамаки» за Т. Шевченком
- «Сорочинський ярмарок» Старицького за М. Гоголем
- «Вій» Кропивницького за М. Гоголем
- «Лісова пісня» Лесі Українки
- «97» М. Куліша
- «Мірандоліна» К. Гольдоні
- «Овеча криниця» Лопе де Вега